# Rapport Reflex
Pour les articles homonymes, voir reflex.
Reflex, ou  REFLEX-Studie, ou Risk Evaluation of Potential Environmental Hazards From Low Frequency Electromagnetic Field Exposure Using Sensitive in vitro Methods, 
est un rapport  de recherche, financé par 7 états européens et dirigé par le professeur Franz Adlkofer, qui porte sur les champs électromagnétiques. Ce rapport d'études démontre qu'une exposition chronique de très faible intensité aux champs électromagnétiques de la téléphonie mobile provoque des ruptures simples et doubles de brins d'ADN sur les cellules humaines.

L'étude REFLEX est également dénommée l'étude de Diem, Schwarz et Adlkofer.
Les études ont été menées  du 1er février 2000 au 31 mai 2004, et la publication a été faite le 17 novembre 2004.

## Lien
- Le rapport (fichier PDF d'environ 10 Mo) :

## Critiques
Des études de réplication ont été demandées pour confirmer et pouvoir valider les conclusions de génotoxicité apportées par ce rapport. En 2007, une équipe allemande (Speit G, Schütz P, Hoffmann H) a donc mené une étude avec cet objectif, mais il a été conclu à l'impossibilité de reproduire les résultats du rapport Reflex.

De plus, des soupçons de fraude concernant les résultats de Diem ont conduit l’université de médecine de Vienne (Autriche), à enquêter puis à publier un communiqué expliquant que « les données n'ont pas été mesurées expérimentalement, mais fabriquées ». « Une enquête a été ouverte, comprenant une observation étroite de la technicienne travaillant dans le laboratoire du Dr Rüdiger en avril 2008, et il a été établi qu'elle avait fabriqué les données et qu'elle avait enfreint le code d'exposition. Elle a reconnu sa mauvaise conduite et a quitté l'université ».
Une demande de retrait de la publication de 2005 de Diem a alors été publiée en 2010 dans Mutation Research, le journal où elle était parue.

## Liens
- (de) Vortrag von Franz Adlkofer: Ergebnisse aus dem REFLEX-Projekt, Vortrag beim 7. Workshop "Elektromagnetische Felder in der Umwelt"; Ministerium für Umwelt und Naturschutz, Landwirtschaft und Verbraucherschutz NRW, Düsseldorf; 2. Dezember 2004
- (de) Tina Goebel : Rufunterdrückung: Das Sittenbild hinter den angeblich gefälschten Handystudien. Konflikt zwischen Mobilfunkindustrie & Wissenschaft auf profil-Online, 24. November 2008